# Lys-lez-Lannoy
Lys-lez-Lannoy (ndl.: „Leie“) ist eine französische Stadt mit 13.987 Einwohnern (Stand 1. Januar 2022) im Département Nord in der Region Hauts-de-France. Sie ist Mitglied des Gemeindeverbands Métropole Européenne de Lille.

## Lage
Die Gemeinde liegt in Grenznähe zu Belgien. Ihr Stadtgebiet grenzt im Westen und Nordwesten direkt an Roubaix. Im Osten der Stadt liegt das Industriegebiet Roubaix-Est.
Die weiteren Nachbargemeinden sind Leers im Nordosten, Toufflers im Südosten sowie Hem und Lannoy im Südwesten.

## Geschichte
Lys-lez-Lannoy wurde erstmals 1164 mit der Schreibweise „Lis-lez-Lannoy“ urkundlich erwähnt.
| Jahr                       | 1962 | 1968   | 1975   | 1982   | 1990   | 1999   | 2011   | 2020   |
| Einwohner                  | 6943 | 10.410 | 10.984 | 11.077 | 12.300 | 13.018 | 13.378 | 13.797 |
| Quellen: Cassini und INSEE |      |        |        |        |        |        |        |        |

## Gemeindepartnerschaft
Partnergemeinde ist seit 1991 Lotte in Nordrhein-Westfalen, Deutschland.

## Sehenswürdigkeiten

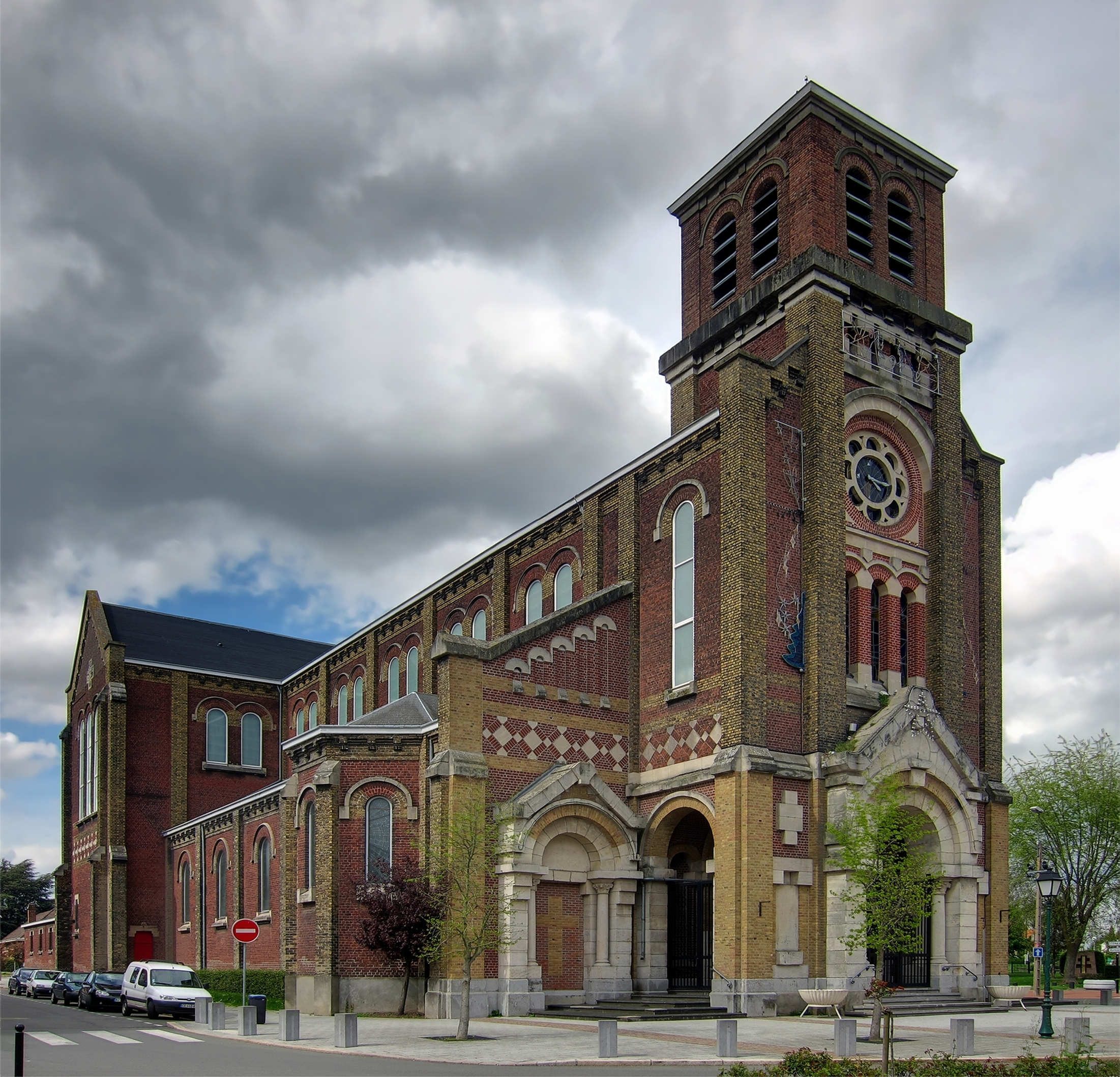
Kirche Saint-Luc

- Kirche Saint-Luc